# KZ-Außenkommando Unterriexingen

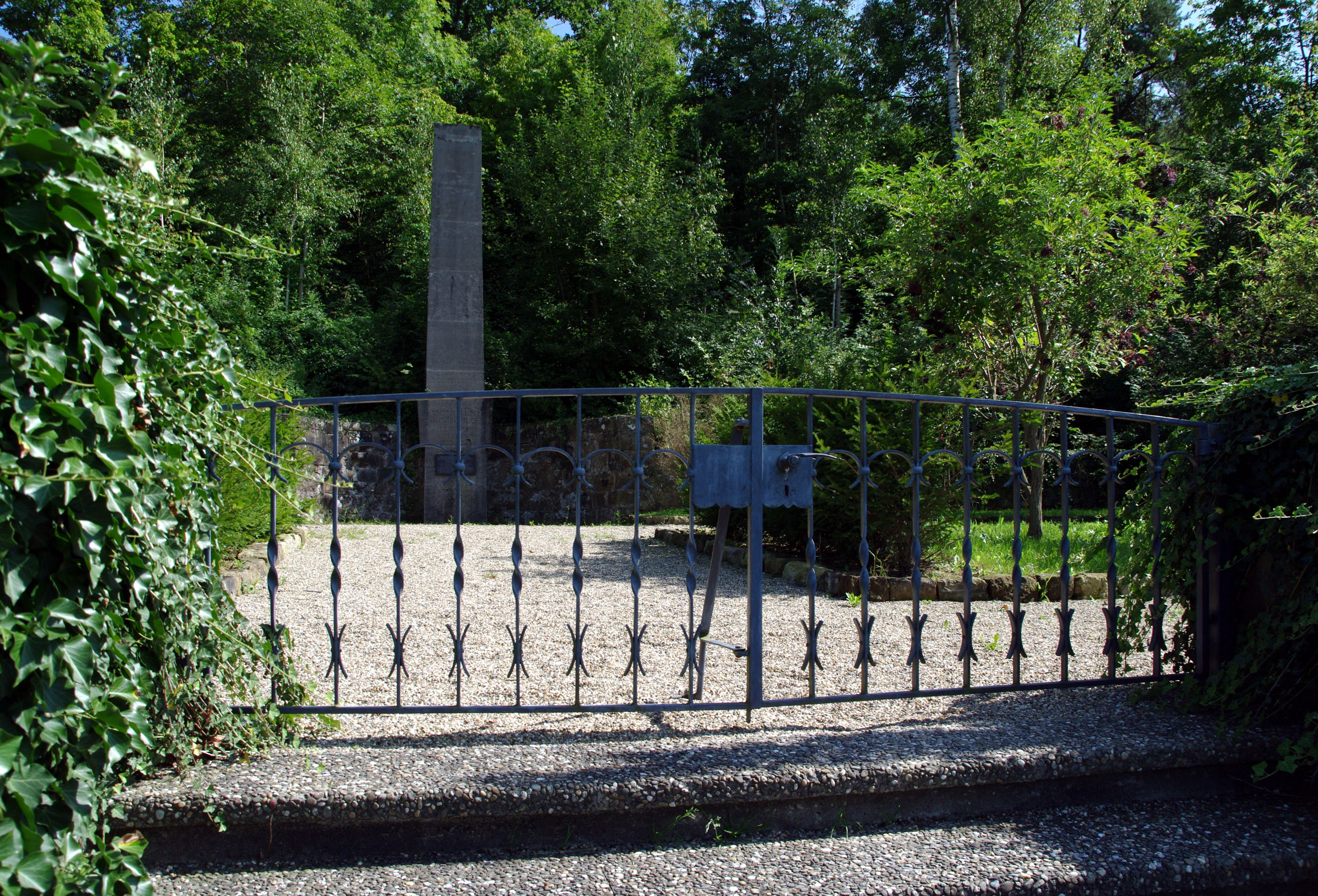
Eingang zur KZ-Gedenkstätte Unterriexingen

Das KZ-Außenkommando Unterriexingen war ab Oktober 1944 ein KZ-Außenkommando des KZ-Außenlagers Vaihingen, das wiederum ein KZ-Außenlager des KZ Natzweiler-Struthof war. Es lag in der Nähe von Unterriexingen in Baden-Württemberg. Nachdem das KZ-Außenlager Vaihingen zum Kranken- und Sterbelager für Zwangsarbeiter der Region geworden war, wurden im Oktober 1944 arbeitsfähige Häftlinge von dort u. a. in das KZ-Außenkommando Unterriexingen verlegt, um im Stollenbau und bei der Instandhaltung eines Fliegerhorsts sowie bei Aufräumungsarbeiten nach Bombenangriffen Zwangsarbeit zu verrichten. Das KZ-Außenkommando Unterriexingen bestand bis April 1945 und wird in der Literatur stellenweise als eines der vermutlich grauenvollsten KZ-Außenkommandos bezeichnet; mindestens die Hälfte der mehr als 780 überführten KZ-Häftlinge starb im Lager, und viele weitere kamen während der Todesmärsche am Ende des Krieges um.

## Vorgeschichte
Wegen der zunehmenden alliierten Luftangriffe auf die Flugzeugwerke der Messerschmitt AG in Augsburg wurde die Produktion von Jagdflugzeugen immer mehr an bombensichere Orte verlegt. Ein möglicher sicherer Produktionsstandort war ein Steinbruch in der Nähe von Vaihingen/Enz. Der mehrgeschossige oberirdische Bau im Steinbruch sollte horizontal mit zusätzlichen Stollen im Berg verbunden werden, um so auf einer Fläche von ca. 80.000 m², im Auftrag der Firma Messerschmitt, Flugzeugteile für den Düsenjäger Me 262 herzustellen. Während des Sommers 1944 wurde dazu das KZ-Außenlager Vaihingen errichtet. Am 11. August kamen die ersten 2.187 Häftlinge von Auschwitz im Lager an, die als Zwangsarbeiter im Steinbruch arbeiten sollten.
Ende Oktober 1944 wurden die Arbeiten im Steinbruch eingestellt, wahrscheinlich wegen der wiederholten Angriffe der Alliierten auf die Baustelle. Das Lager wurde zum 1. Dezember in ein „SS-Kranken- und Erholungslager“ umgewandelt, d. h. zu einem Krankenlager bzw. Sterbelager für die Zwangsarbeiter der Region. In Unterriexingen sollte der Flugzeugbau in einem Stollen in den Weinbergen jenseits der Enz weitergeführt werden. Die für die Arbeiten eingesetzten Zwangsarbeiter sollten im KZ-Außenkommando Unterriexingen untergebracht werden, dessen Existenz erstmals am 2. Oktober 1944 dokumentiert wurde. Nach Beendigung der wichtigsten Bauarbeiten am Lager, die von Häftlingen selbst durchgeführt wurden, die täglich von Vaihingen/Enz herüberkamen, wurden in der zweiten Oktoberhälfte erstmals arbeitsfähige Häftlinge vom KZ-Außenlager Vaihingen in das KZ-Außenkommando Unterriexingen überführt.

## Lage und Aufbau des Lagers
Das KZ-Außenkommando Unterriexingen lag an der Oberriexinger Straße (K1685) auf einer Wiese rechts der Enz, etwa 700 m westlich von Unterriexingen. Das Lager bestand aus zwei aus Kunststofffertigteilen errichteten Wohnbaracken, die jeweils 42 m lang, 12,50 m breit und 2,70 m hoch waren. Diese waren von einem beleuchteten, 3 m hohen, doppelten Stacheldrahtzaun umgeben. An zwei gegenüberliegenden Ecken des 100 m auf 70 m großen umzäunten Areals standen Wachtürme. Im Zentrum des Lagers lag der Appellplatz. Latrinen wurden erst später gebaut, so dass die Häftlinge anfangs das Feld innerhalb der Umzäunung benutzen mussten. Es gab keinen Strom im Lager und anfangs auch kein Wasser. Erst später wurde im Lager eine 8,50 m lange, 6 m breite Waschbaracke errichtet, die in eine Vermauerung eingelassen war, aber nie fertig gestellt wurde. Darüber hinaus wurde noch eine Erste-Hilfe-Station eingerichtet. Die Wohnbaracke der Wachmannschaft war 24,50 m lang, 8,50 m breit und 2,60 m hoch und lag außerhalb des Zauns. Erst kurz vor Ende des Krieges wurde in Unterriexingen ein Küchengebäude errichtet.

## Lebens- und Arbeitsbedingungen
Im Außenkommando waren Ende November 1944 (wahrscheinlich ab 16. November) etwa 500 Zwangsarbeiter untergebracht, die pro Wohnbaracke in 90 Stockbetten mit je drei Etagen schliefen. Die Häftlinge hatten keinen klaren Arbeitsauftrag. Sie verrichteten Schwerstarbeiten, die gerade anfielen. So wurden Arbeitskommandos zum Bau und der Instandhaltung der Startbahn des Großsachsenheimer Militärflugplatzes geschickt, der 3 km vom Lager entfernt lag. Andere Kommandos wurden beim Stollenbau in den Steilhängen der Enz nördlich von Unterriexingen eingesetzt, wo unter Tage eine Produktionsstätte der Daimler-Benz Motorenwerke (andere Quellen sprechen von einer Munitionsfabrik) entstehen sollte. Auch Arbeits- und Räumungseinsätze nach Bombenangriffen auf Stuttgart, Kornwestheim, Ludwigsburg oder Mühlacker wurden durchgeführt. Die Aufräumkommandos rückten frühmorgens zum Bahnhof nach Sachsenheim aus, von wo aus sie mit Viehwaggons zum Einsatzort gebracht wurden. Erst spätabends ging es über Sachsenheim zurück ins Lager. „Auf dem Marsch ins Lager trafen wir auf die ausmarschierende andere Kolonne, die nachts arbeiten musste“, erinnerte sich der Überlebende Izhak Akermans.
Die Lebensmittelversorgung im Lager war äußerst mangelhaft. Überlebende sprachen von Tagesrationen von 250 g Brot und etwas verwässerter Suppe. Anfangs war das Unterriexinger Lager vom Lager Vaihingen/Enz aus versorgt worden, bevor eine Küche im Lager Unterriexingen eingerichtet wurde.
Bezüglich der hygienischen Bedingungen erinnerte sich Jules Schelvis, Häftling in Unterriexingen: „Für 500 Häftlinge, von denen viele an Ruhr erkrankt waren, gab es nur eine Latrine mit vier Plätzen. Schon bevor man die Grube erreichte, war der Boden mit Exkrementen bedeckt. Viele der Häftlinge hatten es nicht rechtzeitig geschafft, die Latrine zu erreichen, und erleichterten sich vorher. Ich hatte die Latrine noch nicht einmal erreicht, als meine Holzpantoffeln in der Scheiße stecken blieben. […] Weil die Ruhr grassierte, war in der Latrine alles mit Kot verspritzt, … eine Krankheit, an die sich alle gewöhnt hatten und mit der man lebte, bis man nicht mehr konnte. Es gab kein Papier, um sich abzuwischen. Wie alle anderen benutzte ich dazu den Mittelfinger der linken Hand … Mit nackten Füßen, die mit Exkrementen bedeckt waren, und meinen Holzschuhen in der Hand, kehrte ich zur Baracke zurück … Wer kann sich so eine Situation vorstellen? Von diesem Augenblick an wusste ich, dass Unterriexingen ein Todeslager war.“

## Die Opfer
Ende November 1944 war das Lager mit etwa 500 jüdischen Häftlingen voll belegt. Die meisten dieser Häftlinge kamen aus dem KZ Lublin-Radom, einem Nebenlager des Konzentrations- und Vernichtungslagers Lublin-Majdanek. Sie wurden nach ihrer Evakuierung erst in das KZ-Außenlager Vaihingen verlegt, bevor sie dann nach Unterriexingen überführt wurden. Laut Zeugenaussagen starben täglich mindestens vier bis fünf Häftlinge. So wurden innerhalb eines Monats zirka 250 Häftlinge arbeitsunfähig oder starben. Darum sind am 23. Dezember noch 200 polnische Häftlinge aus dem KZ-Außenlager Vaihingen nach Unterriexingen verlegt worden. Diese überwiegend katholischen Häftlinge waren während des Warschauer Aufstands 1944 inhaftiert und als „politische Häftlinge“ erst in das KZ Dachau und anschließend in das KZ-Außenlager Mannheim-Sandhofen verschleppt worden, wo sie für Daimler-Benz Zwangsarbeit verrichteten mussten. Von dort aus sind sie in das KZ-Außenlager Vaihingen verlegt worden. Kurz darauf wurden noch etwa 80 italienische Kriegsgefangene in das Lager eingeliefert.
Über die Hälfte der etwa 780 Häftlinge, die das Lager durchliefen, starb, noch bevor das Lager Anfang April 1945 evakuiert wurde. Die Toten wurden jeweils durch Neuankömmlinge ersetzt. Anfangs wurden viele elendig dahinvegetierende Gefangene in das benachbarte Sterbelager am Fliegerhorst Großsachsenheim verlegt und sind dort bestattet. Etwa 167 Häftlinge wurden in das Lager Vaihingen/Enz gebracht, von denen 113 dort bestattet wurden. Später wurden die Toten in einem lagernahen Massengrab verscharrt. Alleine in diesem Massengrab, das zwei Jahre nach Kriegsende geöffnet wurde, lagen die Leichen von über 250 Häftlingen.
In einer von der Bundeszentrale für politische Bildung (bpb) 1996 herausgegebenen Dokumentation zu den Gedenkstätten für die Opfer des Nationalsozialismus schreibt die bpb-Mitarbeiterin Ulrike Puvogel: „Das Unterriexinger Lager muß eines der grauenvollsten KZ-Außenlager gewesen sein.“

## Die Bewacher
Die Konzentrationslager Vaihingen/Enz und Unterriexingen wurden gemeinsam verwaltet, d. h. sie hatten eine gemeinsame Organisation und einen gemeinsamen Lagerführer. Somit gehörte Unterriexingen zu den Nebenlagern des Konzentrationslagers Natzweiler-Struthof. Der in Vaihingen stationierte SS-Hauptsturmführer war damit auch für die Wachmannschaft des Lagers Unterriexingen zuständig, die aus 40 SS-Männern bestand. 30 kamen aus dem Lager Vaihingen/Enz und 10 aus dem KZ Natzweiler-Struthof. Zur Wachmannschaft gehörten wohl auch ältere Wehrmachtsangehörige sowie deutschstämmige Letten und Rumänen (sogenannte Volksdeutsche). Die große Wachmannschaft erklärt sich durch die langen Einsatzwege der Arbeitskolonnen sowie durch die weit verzweigten Einsatzorte der Zwangsarbeiter.

## Evakuierung des Lagers
Als die Front näherrückte, wurde das Lager evakuiert. Damit begannen die leidvollen Todesmärsche der Inhaftierten. Bereits im Februar (laut anderer Quelle Ende Januar) ging ein Häftlingstransport mit polnischen Juden aus Unterriexingen in das KZ Kochendorf. Die verbliebenen 517 Häftlinge wurden zwischen dem 1. und 9. März in drei Schüben u. a. in die Konzentrationslager Neckarelz und Kochendorf transportiert, in denen sie weiter Zwangsarbeit verrichten mussten. In den ersten beiden Transporten waren die noch arbeitsfähigen Häftlinge, im dritten waren die Kranken und das Küchenpersonal. Es wurden 150 Häftlinge in das KZ Neckarelz deportiert, und ein Transport mit 200 jüdischen Häftlingen polnischer Herkunft erreichte das KZ Kochendorf am 10. März. Schließlich wurden erst 147 Häftlinge und später noch mal etwa 20 Kranke in das KZ-Außenlager Vaihingen/Enz gebracht.
Über die weiteren Todesmärsche der Unterriexinger Zwangsarbeiter ist wenig bekannt, es ist jedoch wahrscheinlich, dass zahlreiche weitere Menschen auf ihnen umgekommen sind. Einige der Überlebenden wurden im KZ Dachau befreit. Auch wenn die Evakuierungstransporte aus Unterriexingen per Lastwagen oder Bahn erfolgten, hatten sie den Charakter von Todesmärschen, da die Häftlinge keine Marschverpflegung erhielten und auf dem Transport in großer Zahl starben. Man geht davon aus, dass etwa die Hälfte aller Häftlinge die Todesmärsche nicht überlebte.
Am 7. April 1945 wurden das KZ Vaihingen und das KZ Unterriexingen von der vorrückenden französischen Armee erreicht.

## Verurteilung der Schuldigen
In den „Rastatter Prozessen“ wurden im Oktober und November 1947 vor dem französischen „Tribunal Général“ 42 ehemalige Angehörige der SS-Wachmannschaften der KZ-Außenlager Vaihingen, Unterriexingen, Hessental und Kochendorf angeklagt. Zehn Angeklagte wurden zum Tode verurteilt, darunter sechs SS-Männer aus Vaihingen. Acht der Angeklagten wurden freigesprochen, die anderen wurden zu Zwangsarbeit und Gefängnisstrafen verurteilt. Inwiefern Täter des KZ Unterriexingen betroffen waren, ist derzeit (April 2024) nicht bekannt.

## Gedenken

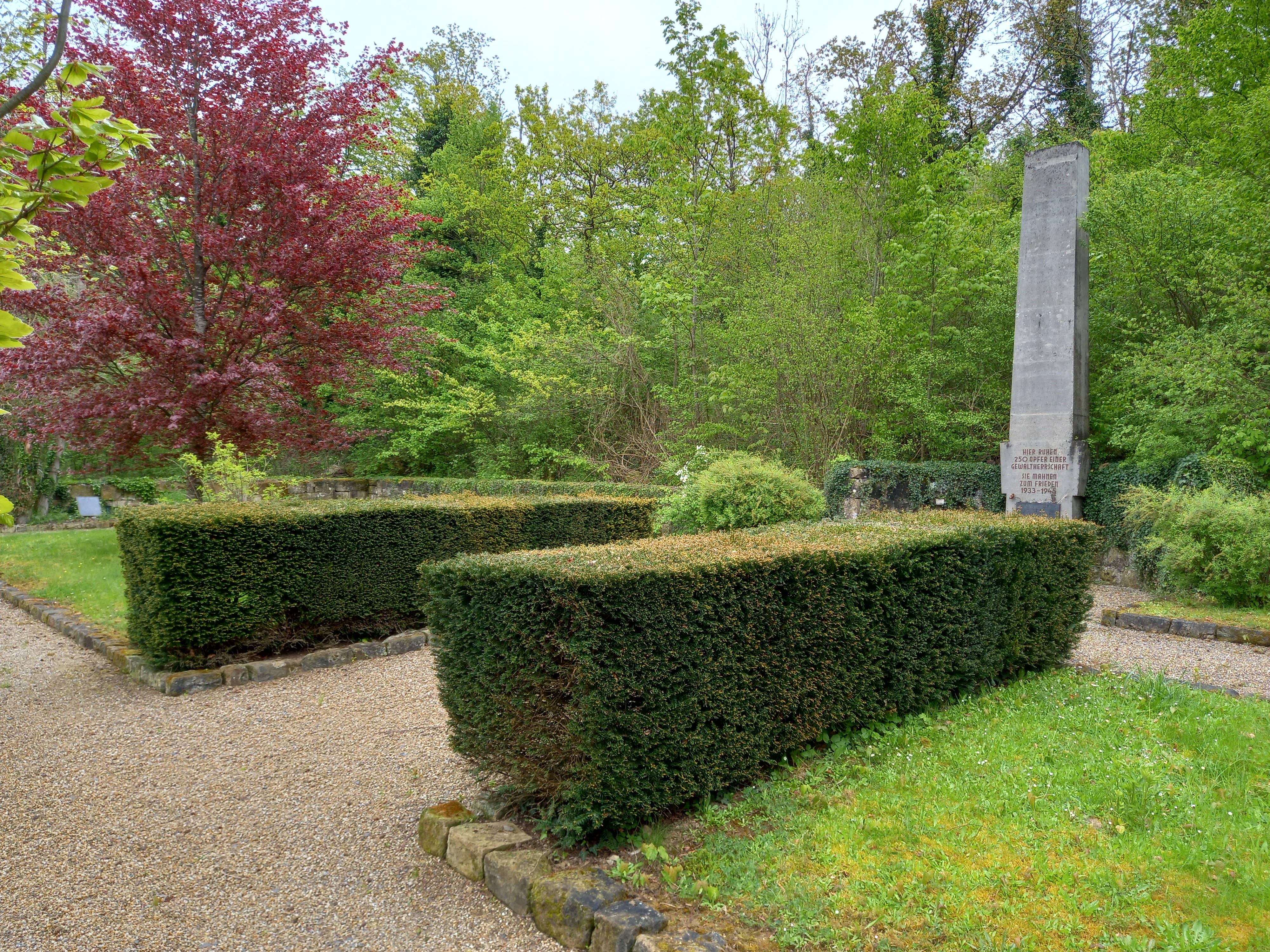
Gedenkstätte KZ-Außenkommando Unterriexingen

Am Berghang oberhalb des ehemaligen KZ-Außenkommandos Unterriexingen wurde nach Exhumierung der im Massengrab verscharrten Zwangsarbeiter die „KZ-Gedenkstätte Unterriexingen“ eingerichtet. Auf dem dazugehörigen KZ-Friedhof liegen mindestens 250 Opfer des Lagers. Ein Obelisk erinnert an sie mit folgender Inschrift:
„Hier ruhen 250 Opfer einer Gewaltherrschaft. Sie mahnen zum Frieden. 1933–1945“
Eine zweite Tafel aus jüngerer Zeit informiert genauer:
„Vom Konzentrationslager Natzweiler/Elsaß waren hier vom Oktober 1944 bis April 1945 Häftlinge des NS-Regimes – darunter viele Juden – beim Stollenbau, Barackenbau und im Steinbruch eingesetzt. Sie starben den Hungertod.“
Ein Einzelgrab auf dem Friedhof trägt eine hebräische Inschrift auf einem Gedenkstein, den die Angehörigen ihrem Toten setzten. Die deutsche Übersetzung lautet:
„Hier ist begraben Schalomoh Salzman, Sohn des Schamuel David Friedland, sein Andenken zum Segen, geboren im Jahr 1912 in Radom – Polen, der in die Ewigkeit gegangen ist im Monat Adar 5705 wegen harter Quälereien durch die Hände der grausamen Deutschen im Konzentrationslager Unterriexingen. Seine Seele sei aufbewahrt im Bund des Lebens.“
Das „Bürgerforum Unterriexingen“ hat am KZ-Friedhof Unterriexingen eine Informationstafel aufgestellt, um über die Geschehnisse von November 1944 bis April 1945 zu informieren. Am 3. Juli 2013 erfolgte die offizielle Freigabe der Tafel.

## Schändung des KZ-Friedhofs
In der Nacht vom 13. zum 14. Oktober 1990 wurden die KZ-Friedhöfe in Vaihingen/Enz und Unterriexingen von zwei 21 Jahre alten Frauen und zwei männlichen 17-Jährigen geschändet; Grabsteine wurden aus dem Boden gerissen, mit Hakenkreuzen, SS-Runen und Parolen beschmiert. Mehr als 1000 Bürgerinnen und Bürger beteiligten sich wenige Tage später an einem Schweigemarsch zum Gedenken an die KZ-Opfer und gegen Antisemitismus.